# Р-166 «Артек»
Р-166 «Артек» — автомобільна КХ та УКХ-радіостанція середньої потужності, призначена для організації каналів дуплексного або симплексного зв'язку одночасно у двох незалежних радіонапрямках або радіомережах КХ та УКХ діапазонів. Розроблено Тамбовським НДІ радіотехніки «Ефір». Випускається тамбовськими заводами «Ревтруд» та «Октябрь». Стоїть на озброєнні збройних сил Росії з 1996 року, масовий випуск розпочато 2006 року.

## Опис
Р-166 «Артек» використовується оперативною (стратегічною) ланкою управління, забезпечує радіозв'язок у складі вузлів зв'язку та автономно, може працювати в режимі частотної адаптації або перешкодозахищеному режимі (телеграф, телефон, передача даних).
Забезпечує роботу класами випромінювання F1В, G1В, А1А, Н3Е, R3Е та J3Е. Класифікується також як пересувний пункт зв'язку. Виробляється у трьох варіантах: Р-166 (на шасі КамАЗ-4310 або КамАЗ-43114), Р-166-0,5 (на базі К1Ш1 або МТ-ЛБу) та Р-166С (в стаціонарному варіанті).

## Склад
До складу Р-166 «Артек» входить:
- Передавачі «Артек-1-КВ» та «Артек-1-УКВ» для Р-166 та Р-166С, «Артек-0,5-КВ» для Р-166-0,5
- Три вироби Р-170П для Р-166 та два — для Р-166-0,5
- Апаратура системи керування радіостанцією
- Апаратура комутації високочастотних трактів
- Апаратура системи електропостачання
- Радіостанції Р-168-25У-2[ru] та Р-168-100У-2
- Електроагрегат вбудовуваний АД16У-Т400-1В (380 В, 50 Гц, також доступна робота від промислової мережі) для Р-166, АД-3,5-27В для Р-166-0,5
- Комплект антенно-фідерного пристрою
- Набір антен (штирьові, рамкова, рамково-щілинна на даху; V-подібна, Т-подібна, біконічна, логоперіодична на щоглах)

### Додаткові компоненти
Варіюються залежно від комплектації та модифікації
- Електроустановка ЭУ4310-16-Т400
- Кондиціонер 1К37-4
- Блок АКП
- Пристрій УСК-2М
- Апаратура конфіденційного зв'язку

## Характеристики
Характеристики автомобільного варіанту Р-166:
- Доступні діапазони:
  - КХ: від 1,5 до 30 МГц
  - УКХ: від 30 до 80 МГц
- Потужність передавача: 1±0,2 кВт[6]
- Чутливість приймачів:
  - ТЛФ: не гірше 3 мкВ
  - ТЛГ: не гірше 1,1 мкВ
- Крок сітки частот: 10 Гц
- Дальність зв'язку на стоянці та у русі (КХ): 2000/350 км
- Дальність зв'язку на стоянці та у русі (УКХ): 250/70 км
- Час розгортання антенно-фідерного пристрою та підготовки до роботи:
  - із дуплексними даховими антенами: 5 хв
  - із щогловими антенами: 60 хв
- Середній наробіток до відмови: 250 год
- Середній час відновлення працездатності: 30 хв
- Кількість фіксованих частот на канал: до 100
- Час перелаштування:
  - за фіксованими частотами: до 70 мс
  - на будь-яку частоту: до 1 с
- Кількість кореспондентів радіомережі: до 31
- споживана потужність: до 16 кВт
- Автономність: не менше 7 діб цілодобово.

## Модифікації

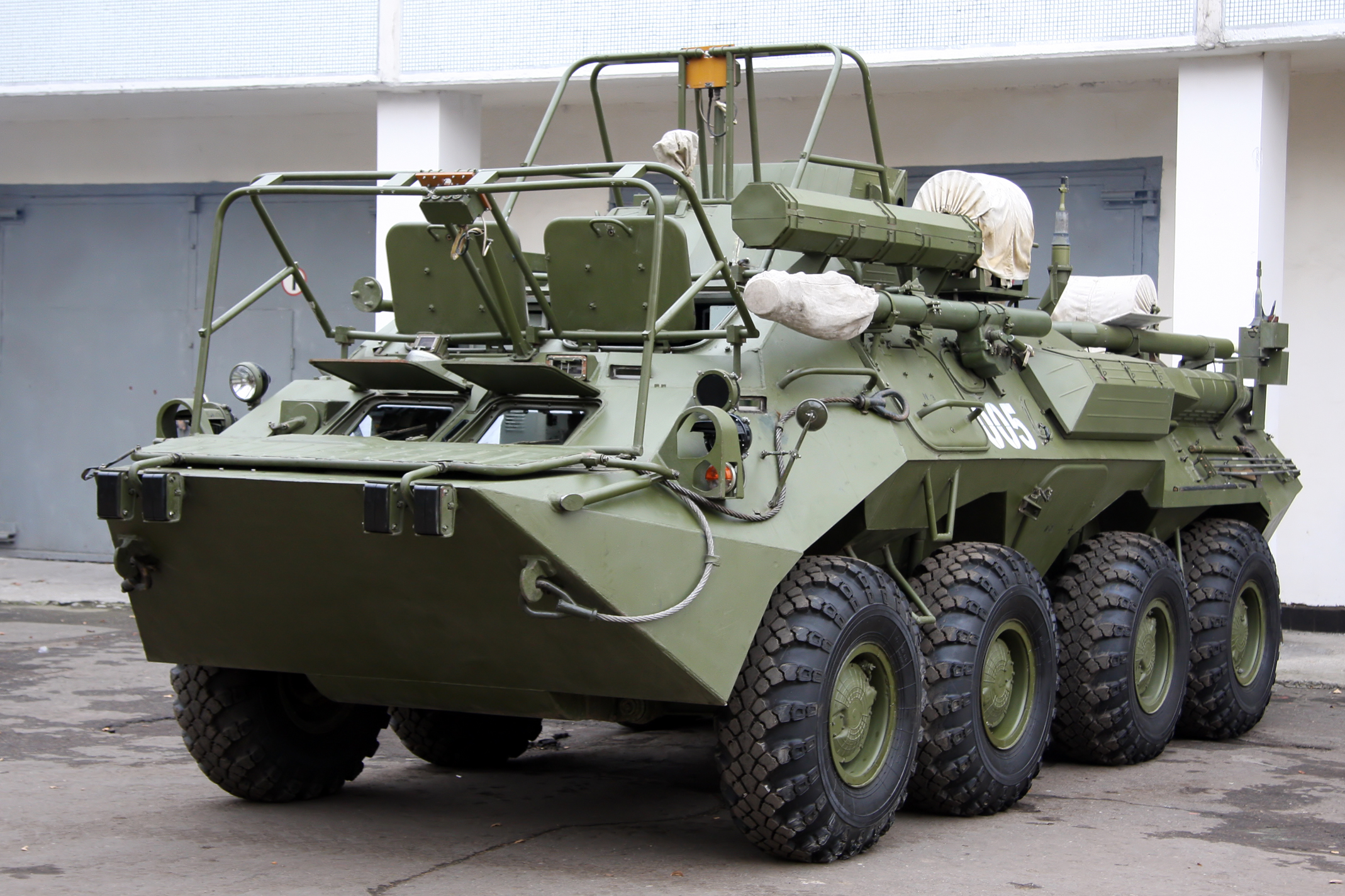
Радіостанція Р-166-0,5

Р-166 випускається у таких модифікаціях:
- Р-166-0,5 — рухома, середньої потужності армійських радіомереж на бронебазі «Артек-0,5Б»
- Р-166 — автомобільна, КВ-УКВ, середньої фронтових радіомереж «Артек-1А» (ШКИС.464511.001). Шасі від вантажівок КамАЗ-4310 або КамАЗ-43114. До складу входять КХ-радіопередавач Р-166-1КВ («Артек-1-КВ», ШКИС.464124.002) та УКХ-радіопередавач Р-166-1УКВ («Артек-1-УКВ»).
- Р-166С — стаціонарна, середньої потужності фронтових радіомереж «Артек» (ШКИС.464511.001-01). До складу входять стаціонарні варіанти КХ-радіопередавача Р-166-1КВ («Артек-1-КВ», ШКИС.464124.002) та УКХ-радіопередавача Р-166-1УКВ («Артек-1-УКВ»).

## Використання
- Із 18 до 21 вересня 2012 року використовувалися під час тактико-спеціальних навчань з'єднаннями управління Центрального військового округу Росії (Новосибірська область).[8]
- У 2016 році МВС Росії уклало контракт із Тамбовським заводом «Октябрь» на постачання 11 двоканальних радіостанцій КХ-УКХ діапазонів Р-166 на шасі КамАЗ-43114. Одержувачем є в/ч 3472 (Центральний вузол зв'язку ФС ВНГ Росії у складі ОДОП).[9]
- У 2019 році російські зв'язківці підрозділів 41-ї загальновійськової армії Центрального військового округу (ЦВО), що дислокуються в Алтайському краї, отримали три модернізовані станції радіозв'язку «Артек».[10]

## Бойове використання

### Громадянська війна в Сирії
2015 року у Bellingcat виявили, що російські війська використовували Р-166-0,5 «Артек» новітньої модифікації під час участі у громадянській війні в Сирії.

### Російсько-українська війна
У 2014—2015 роках в окупованих районах Донецької та Луганської областей були виявлені російські радіостанції Р-166-0,5 «Артек».

### Російське вторгнення в Україну
У березні 2022 року українські військові, у ході боїв за Тростянець, захопили російську радіостанцію Р-166-0,5 «Артек».